# Paesi Bassi ai Giochi della XI Olimpiade
I Paesi Bassi parteciparono ai Giochi della XI Olimpiade, svoltisi a Berlino, Germania, dal 1º al 16 agosto 1936, con una delegazione di 165 atleti impegnati in quindici discipline.

## Medagliere

### Per discipline
| Sport            | Oro | Argento | Bronzo | Totale |
| ---------------- | --- | ------- | ------ | ------ |
| Nuoto            | 4   | 1       | 0      | 5      |
| Ciclismo         | 1   | 2       | 0      | 3      |
| Vela             | 1   | 0       | 1      | 2      |
| Equitazione      | 0   | 1       | 0      | 1      |
| Canoa/kayak      | 0   | 0       | 3      | 3      |
| Atletica leggera | 0   | 0       | 2      | 2      |
| Hockey su prato  | 0   | 0       | 1      | 1      |
| Totale           | 6   | 4       | 7      | 17     |

### Medaglie
| Medaglia | Atleta | Sport            | Evento                                       |
| -------- | --- | ---------------- | -------------------------------------------- |
| Oro      | Arie van Vliet | Ciclismo         | Chilometro da fermo                          |
| Oro      | Rie Mastenbroek | Nuoto            | 100 metri stile libero femminili             |
| Oro      | Rie Mastenbroek | Nuoto            | 400 metri stile libero femminili             |
| Oro      | Nida Senff | Nuoto            | 100 metri dorso femminili                    |
| Oro      | Johanna Selbach Tini Wagner Willy den Ouden Rie Mastenbroek | Nuoto            | Staffetta 4x100 metri stile libero femminile |
| Oro      | Daan Kagchelland | Vela             | O-Jolle                                      |
| Argento  | Arie van Vliet | Ciclismo         | Velocità individuale                         |
| Argento  | Bernard Leene Hendrik Ooms | Ciclismo         | Tandem                                       |
| Argento  | Johan Greter Jan de Bruine Henri van Schaik | Equitazione      | Salto ostacoli a squadre                     |
| Argento  | Rie Mastenbroek | Nuoto            | 100 metri dorso femminili                    |
| Bronzo   | Tinus Osendarp | Atletica leggera | 100 metri piani maschili                     |
| Bronzo   | Tinus Osendarp | Atletica leggera | 200 metri piani                              |
| Bronzo   | Jaap Kraaier | Canoa/kayak      | K1 1000 metri                                |
| Bronzo   | Nicolaas Tates Wim van der Kroft | Canoa/kayak      | K2 1000 metri                                |
| Bronzo   | Piet Wijdekop Cor Wijdekop | Canoa/kayak      | F2 10000 metri                               |
| Bronzo   | Jan de Looper Rein de Waal Westerkamp Henk de Looper Ru van der Haar Tonny van Lierop Piet Gunning Hans Schnitger Ernst van den Berg Aat de Roos René Sparenberg Inge Heijbroek | Hockey su prato  | Torneo Maschile                              |
| Bronzo   | Bob Maas Willem de Vries Lentsch | Vela             | Star                                         |

## Risultati

### Pallanuoto
| Atleta | Classifica |                        |
| --- | --- | ---------------------- |
| V · D · M Nazionale maschile olandese di pallanuoto · Giochi olimpici - Berlino 1936 den Hamer · Franken · Maier · Regter · van Aelst · van Heteren · van Oostrom Soede · van Woerkom · Veenstra · Stam · Mooi Wilten · CT : Frans Kuijper | 5° |                        |
| Nazionale maschile olandese di pallanuoto · Giochi olimpici - Berlino 1936 | |                        |
| den Hamer · Franken · Maier · Regter · van Aelst · van Heteren · van Oostrom Soede · van Woerkom · Veenstra · Stam · Mooi Wilten · CT: Frans Kuijper                                                                                       | den Hamer · Franken · Maier · Regter · van Aelst · van Heteren · van Oostrom Soede · van Woerkom · Veenstra · Stam · Mooi Wilten · CT: Frans Kuijper | Paesi Bassi (bandiera) |